# Katie Stuart (atriz americana)
Katie Stuart (Kathryn Elizabeth Stuart), (Sonora, California, 22 de agosto de 1984) é uma atriz americana conhecida por interpretar Chloe em Tamara.

## Filmografia
- Frog and Wombat (1998) - Allison 'Frog' Parker
- 7th Heaven (série de TV) (2000) - Lu-Lu
- Titans (série de TV) (2000-2001) - Faith
- Xena: Warrior Princess (série de TV) (2001) - Genia
- City Guys (série de TV) (2001) - Brittany
- Fangs (2002) - Genny Winslow
- Boomtown (série de TV) (2003) - Claudia Nelson
- General Hospital (série de TV) (2003-2004) - Sage Alcazar
- The Girl Next Door (2004) - Jennie
- Wild Things 2 (2004) - Shannon
- Tamara (2005) - Chloe
- Blackout (filme) (2008) - Francesca
- Lost Dream (2009) - Janine